# Marc-Antoine Charrier
Pour les articles homonymes, voir Charrier.
Marc-Antoine Charrier, né le 25 juillet 1755 à Nasbinals en Lozère et mort guillotiné à Rodez dans l'Aveyron le 16 juillet 1793, était un notaire royal.
Il fut surtout élu du tiers état du Gévaudan à la Révolution française : à l'assemblée nationale de 1789 , et un contre-révolutionnaire, qui mena une insurrection dans le pays du Gévaudan.

## Biographie

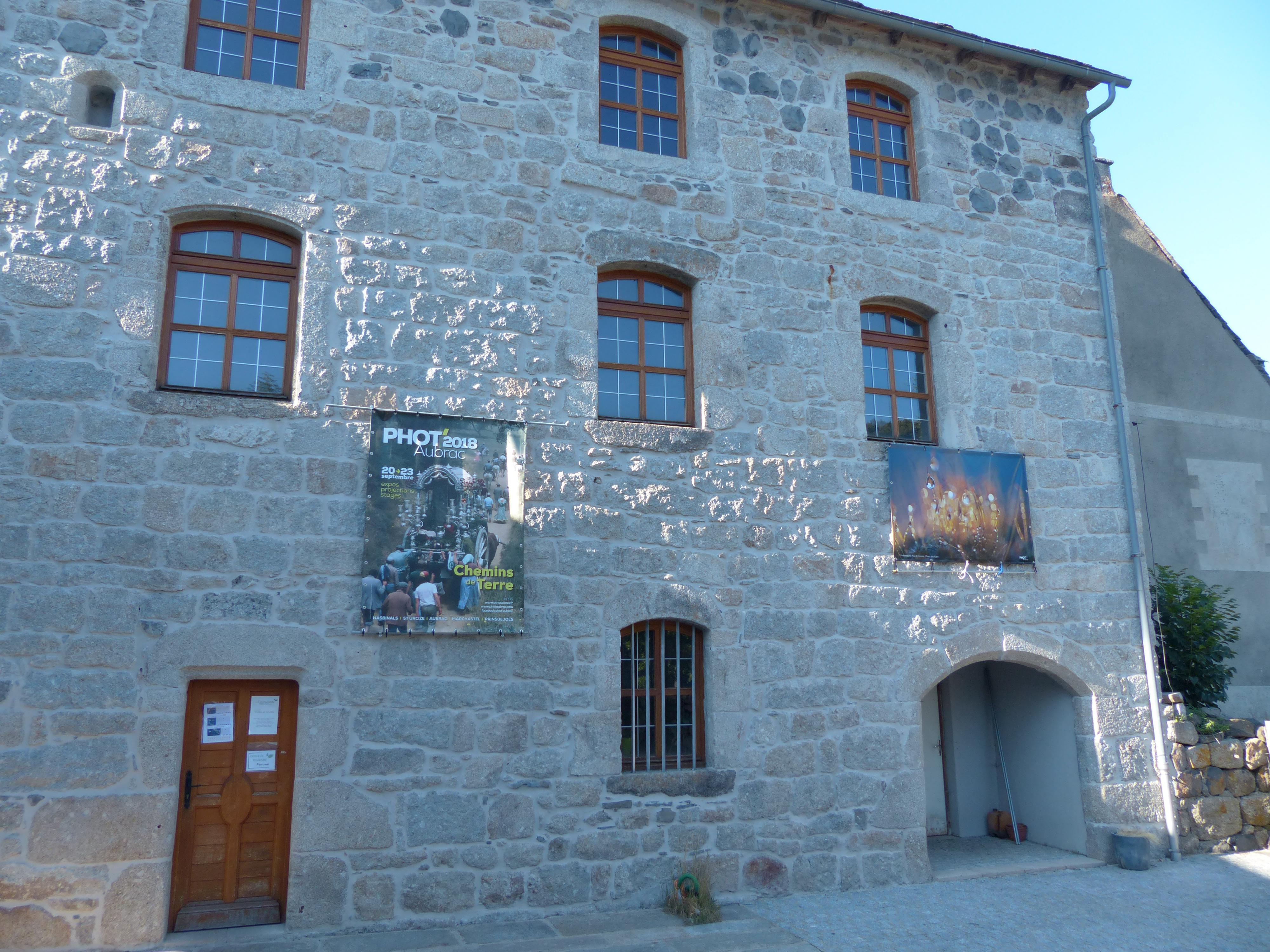
La maison Charrier, à Nasbinals.

Marc-Antoine Charrier était le fils d'un avocat, et a suivi des études de droit. C'est ainsi qu'il devint notaire royal dans son village de Nasbinals, sur l'Aubrac. Lors des états généraux de 1789, c'est lui qui est élu pour représenter le tiers état.
Fervent catholique, il est très attaché à la monarchie et s'oppose aux idées des Lumières.

### La situation politique en Lozère
Dès l'année 1791, des volontés contre-révolutionnaire s'affichent dans le département, menées essentiellement par des membres du clergé. La noblesse, elle, n'y participe pas.

### Les combats
En février 1792, à la suite d'un accrochage, diverses personnes sont mises en accusation, dont Marc-Antoine Charrier.
En mai 1792, l'abbé Claude Allier, un royaliste de la ville de Mende, mène une opération en Ardèche avec le comte de Saillans mais celle-ci échoue et le comte est exécuté.
L'abbé Allier demande alors à Marc-Antoine Charrier de l'aider à mener la contre-révolution en Lozère. Ce dernier, qui avait été nommé général de l'armée chrétienne du Midi, rassemble des combattants et c'est ainsi qu'il mène l'insurrection en Gévaudan contre les révolutionnaires.
L'offensive débute dans la nuit du 25 au 26 mai 1793 à Rieutort-d'Aubrac avec plus de 1 500 combattants, puis Charrier marche sur la ville de Marvejols qui se rend sans résistance.
Le lendemain, 27 mai, il marche sur Mende. Les habitants de la ville accueillent avec joie les forces de Charrier mais les troupes républicaines de plusieurs départements, dont celui de l'Aveyron, convergent vers la ville.
Le 30 mai, Charrier se dirige alors vers Chanac, où se situe la résidence d'été de l'évêque. Le château est tenu par des républicains aveyronnais mais il tombe aux mains des troupes de Charrier après un violent combat. C'est une nouvelle victoire pour celui-ci mais informé de l'arrivée de nouvelles troupes républicaines fortes de 3 000 hommes, il décide d'abandonner la lutte.
Après avoir licencié ses hommes et abandonné son matériel de guerre, Marc-Antoine Charrier va se cacher dans une ferme près de Nasbinals en Aubrac.

### La capture et la mort
Trahi par des paysans, il est capturé, avec sa femme et son serviteur, par les gendarmes de l'Aveyron le 4 juin 1793. Il est enfermé à Rodez où il est guillotiné le 17 juillet 1793. Après avoir animé une courte contre-révolution, Marc-Antoine Charrier meurt ainsi dans cette ville à l'âge de 38 ans, place de la Liberté (de nos jours place du Bourg).
Le conventionnel Châteauneuf-Randon permettra à sa femme de se retirer en Aveyron, à Saint-Georges-de-Luzençon.